# André Hoffmann (patinage de vitesse)
Pour les articles homonymes, voir Hoffmann et André Hoffmann.
André Hoffmann, né le 11 août 1961 à Berlin, est un patineur de vitesse est-allemand notamment champion olympique sur 1 500 mètres en 1988.

## Biographie
André Hoffmann commence sa carrière internationale en 1982 et est d'abord connu comme un patineur polyvalent ayant de bons résultats sur les courtes distances. Aux Jeux olympiques d'hiver de 1984, son meilleur résultat est une 5e place sur 1 000 mètres. Il bat les records du monde du 3 000 mètres avec 4 min 3 s 31 et du petit combiné avec 161,158 points en 1985. En 1987-1988, Hoffmann remporte les deux premiers 1 500 mètresde la saison de coupe du monde. Il devient ensuite médaillé d'or sur cette distance aux Jeux olympiques d'hiver de 1988 à Calgary au Canada en battant le record du monde avec un temps de 1 min 52 s 6. Après sa retraite sportive en 1990, il devient entraîneur,.